# Catedràtic d'universitat
Un catedràtic d'universitat (CU), dins el sistema universitari espanyol, és un professor i investigador que ha d'haver passat una sèrie de requisits per haver assolit aquesta plaça del cos de funcionaris. És el càrrec més alt en l'escala funcionarial de la universitat espanyola.
Per accedir a la plaça de catedràtic d'universitat, cal ser prèviament o titular d'universitat o catedràtic d'escola universitària —que ha de ser doctor—, amb un mínim de tres anys d'antiguitat, passar una prova d'habilitació a nivell estatal, i passar posteriorment una prova selectiva a la universitat de destinació.
Alguns càrrecs universitaris, com el de rector, només poden ser ocupats per catedràtics d'universitat. Antigament les càtedres eren la base de l'organització universitària i tenien la seva pròpia autonomia econòmica i investigadora.